# Ясон (опера)
«Ясо́н» — опера на 3 дії з прологом італійського композитора Франческо Каваллі, лібрето — Джачінто Андреа Чиконьїні. Прем'єра відбулася 5 січня 1649 року під час карнавалу в театрі Сан-Кассіано. «Ясон» була єдиною шалено успішною оперою XVII століття. Сюжет заснований на давньогрецькій легенді про ватажка аргонавтів, Ясона, який викрав Золоте руно, але опера має також елементи комічного.

## Дійові особи
- Алінда (сопрано)
- Кохання (сопрано)
- Бессо (бас)
- Дельфа (контральт)
- Демо (тенор)
- Егео (тенор)
- Еоло (контральт)
- Геркулес (бас)
- Ясон (контральт чи кастрато)
- Юпітер (бас)
- Гіпсіпіла (сопрано)
- Медея
- Орест (бас)
- Розміна (сопрано)
- Сонце (сопрано)
- Волано (тенор)
- Зеффіро (сопрано)